# تيم برات
تيم برات (بالإنجليزية: Tim Pratt)‏ (12 ديسمبر 1976، غولدزبورو في الولايات المتحدة)؛ روائي أمريكي.